# Iazdaci, Stara Zagora
Iazdaci (în bulgară Яздач) este un sat în comuna Cirpan, regiunea Stara Zagora,  Bulgaria. 

## Demografie
Componența etnică a satului Iazdaci
     Romi (41,88%)
     Bulgari (49,73%)
     Nicio identificare (8,37%)
     Altele (0%)
La recensământul din 2011, populația satului Iazdaci era de 191 locuitori. Nu există o etnie majoritară, locuitorii fiind bulgari (49,73%) și romi (41,88%). Pentru 8,37% din locuitori nu este cunoscută apartenența etnică.